# Civilpfund
Das Civilpfund war eine Masseneinheit in Reval. Es war ein Apotheker- und Medizinalgewicht für sonstige Apothekerwaren. Dieses Handelspfund war das „bürgerliche Pfund“ oder „bürgerliche Gewicht“. Schreibweise mit Z, wie Zivilpfund, ist selten.
- 1 Civilpfund = 14 Unzen = 417,496 Gramm

Im Vergleich das Apotheker- und Medizinalgewicht (altes Nürnberger)
- 1 Pfund = 12 Unzen = 96 Drachmen = 288 Skrupel = 5760 Gran = 357,8538 Gramm